# دانييلا ليفين كافا
دانييلا ليفين كافا (من مواليد 14 سبتمبر 1955) محامية أمريكية وأخصائية اجتماعية وسياسية. عملت كرئيسة لبلدية مقاطعة ميامي ديد بولاية فلوريدا منذ عام 2020. عملت سابقًا كمفوضة مقاطعة ميامي ديد من عام 2014 حتى انتخابها كرئيسة للبلدية.

## الحياة السياسية

### لجنة مقاطعة ميامي ديد
في عام 2013 ترشحت ليفين كافا وهي ديمقراطي ضد مفوضة مقاطعة ميامي ديد 8 الحالية ليندا بيل، وهي محافظة. تضم المنطقة الكثير من جنوب مقاطعة ميامي ديد بما في ذلك مناطق الضواحي والمجتمعات الزراعية. دخلت ليفين كافا السباق في عام 2014 حيث أخذت الاسم الأخير لزوجها في منطقة أكثر من 40٪ من سكان المنطقة من أصل إسباني. هزمت ليفين كافا بيل بفارق ضئيل في انتخابات 26 أغسطس، وحصلت على 52٪ من الأصوات مقابل 48٪ لبيل.
في عام 2016 رعت ليفين كافا تشريعًا في لجنة مقاطعة ميامي ديد الذي يتطلب من المرشحين المحليين للمنصب التسجيل عندما يقومون بجمع الأموال للجان العمل السياسي.
فازت ليفين كافا بإعادة انتخابه في عام 2018، وحصلت على أكثر من 61٪ من الأصوات.
في نوفمبر 2019 نشرت ليفين كافا رسالة في صحيفة ميامي هيرالد تنتقد الهيئة التشريعية لولاية فلوريدا لتحويل الأموال لسكن ميسور التكلفة. أدى هذا إلى تحويل ما يقرب من 1.4 مليار دولار لموازنة ميزانية الدولة. كما أنشأت أيضًا برنامج يهدف إلى بناء مساكن ميسورة التكلفة على الأراضي المملوكة للمقاطعة في منطقتها.
خلال فترة ولايتها دافعت ليفين كافا عن حماية البيئة. في عام 2017 رعت القرار لدعم اتفاقية باريس للمناخ. استجابةً لوجود البكتيريا البرازية في خليج بيسكين في أوائل عام 2020 قامت أيضًا برعاية تشريعات لتحسين اختبار المياه في المنطقة.
في عام 2018 ، أنشأت كافا مبادرة لحماية المشاة وسائقي الدراجات النارية من أذى الطريق. تضمنت المبادرة خطة للمشاركة مع مجتمع الأعمال لخلق حوافز يمكن أن تدرب الناس ليكونوا سائقين أفضل وجدول أعمال لتحسين إمكانية الوصول لركوب الدراجات على الطرق.
حصلت ليفين كافا على موافقات من النقابات العمالية مثل الاتحاد الدولي لموظفي الخدمة والمجموعات البيئية.

### انتخابات بلدية ميامي ديد 2020
في أوائل عام 2020 أعلنت ليفين كافا عن ترشحها لانتخابات رئاسة بلدية مقاطعة ميامي-ديد لعام 2020، خلفًا للعمدة الحالي كارلوس خيمينيز، الذي كان محدود المدة. حصلت على تأييد العديد من المنظمات والصحف الكبرى، بما في ذلك ميامي هيرالد، وحصلت على تأييد العديد من الديمقراطيين البارزين، بما في ذلك عضوة الكونغرس ديبي موكارسيل باول ودونا شلالا. تلقت ليفين كافا أيضًا تمويلًا كبيرًا من دونالد سوسمان المدير التنفيذي لصندوق التحوط الذي كان أكبر مانح منفرد لهيلاري كلينتون في الانتخابات الرئاسية الأمريكية لعام 2016.
في 18 أغسطس التمهيدية احتلت ليفين كافا المركز الثاني خلف زميلها المفوض إستيبان بوفو، حيث حصلت على 28٪ مقابل 29٪ لبوفو، فيما جاء عمدة المقاطعة السابق أليكس بينيلاس في المركز الثالث بنسبة 24٪. نظرًا لعدم حصول ليفين كافا أو بوفو على أكثر من 50٪ من الأصوات، فقد أدى ذلك إلى إجراء جولة ثانية بين المرشحين، والتي أجريت في 3 نوفمبر 2020، والتي فارت بها بحصولها على 54% من مجمل الأصوات.